# La ragazza che sapeva troppo
La ragazza che sapeva troppo (engelsk titel: The Girl Who Knew Too Much) är en italiensk film från 1963 i regi av Mario Bava och med John Saxon och Letícia Román i huvudrollerna.
Filmen betraktas som den första i genren giallo, vilken blandar komponenter från genrerna thriller, sexploitation och skräck.

## Handling

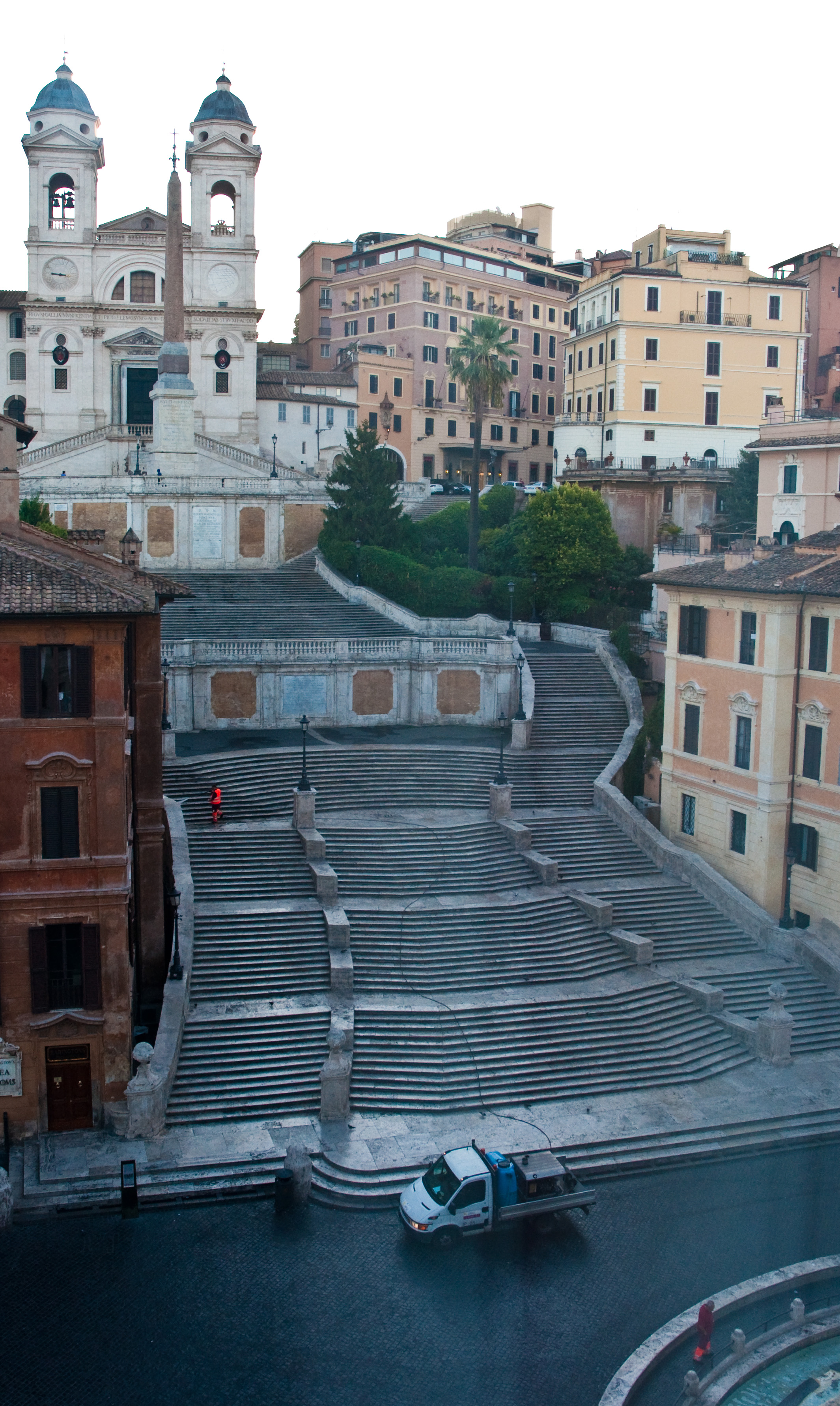
Spanska trappan, där Nora tror att hon har bevittnat ett mord

Filmen handlar om den unga kvinnan Nora Davis som åker till Rom och bevittnar ett mord. Polisen och Dr. Bassi tror henne inte eftersom något lik inte kan hittas. Flera mord inträffar, vilka är kopplade till ett decennium gammalt fall där offren väljs i alfabetisk ordning.